# 메르세데스-벤츠 GLA
메르세데스-벤츠 GLA(Mercedes-Benz GLA)는 독일의 자동차 회사인 다임러 AG가 제조하여 메르세데스-벤츠 브랜드로 판매하는 준중형 크로스오버 SUV이다. 

## 1세대(X156) (2013~2020)

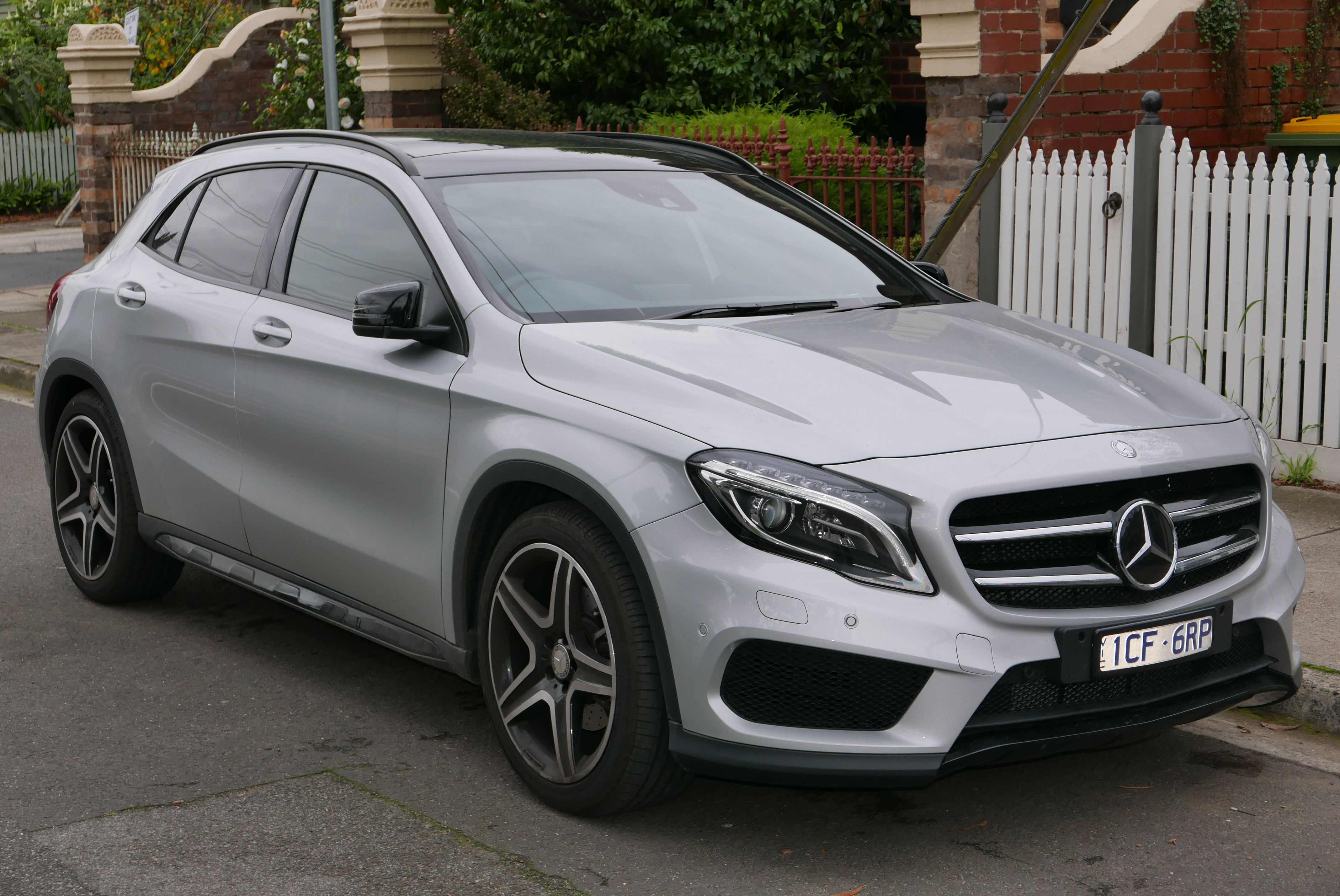
메르세데스-벤츠 GLA 클래스 정측면

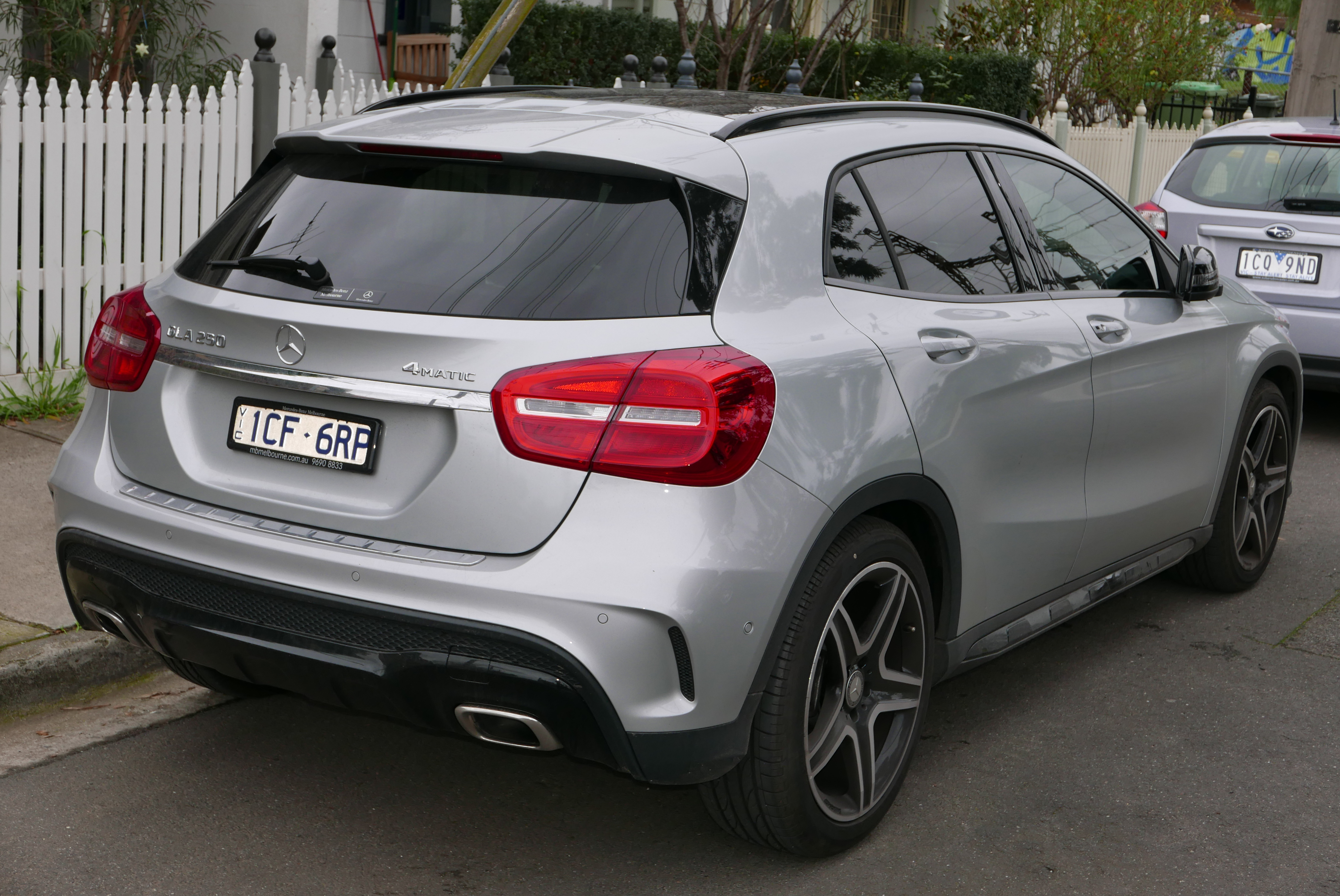
메르세데스-벤츠 GLA 클래스 후측면

2013년 4월에 개최된 상하이 모터쇼에서 컨셉트 카가 공개되었고, 동년 9월에 프랑크푸르트 모터쇼에서 양산형이 공개되었다. 이후 12월에 정식 출시되었다. 고성능 사양인 GLA45 AMG는 2014년 1월에 북미 국제 오토쇼에서 공개되었다. 같은 해 9월에 대한민국에서도 수입이 시작되었다. 일본에서는 닌텐도와 협력한 적이 있으며, 슈퍼 마리오를 모델로 독특한 광고가 방영되어 화제가 되기도 하였다. 2017년에 페이스 리프트를 거쳤다.

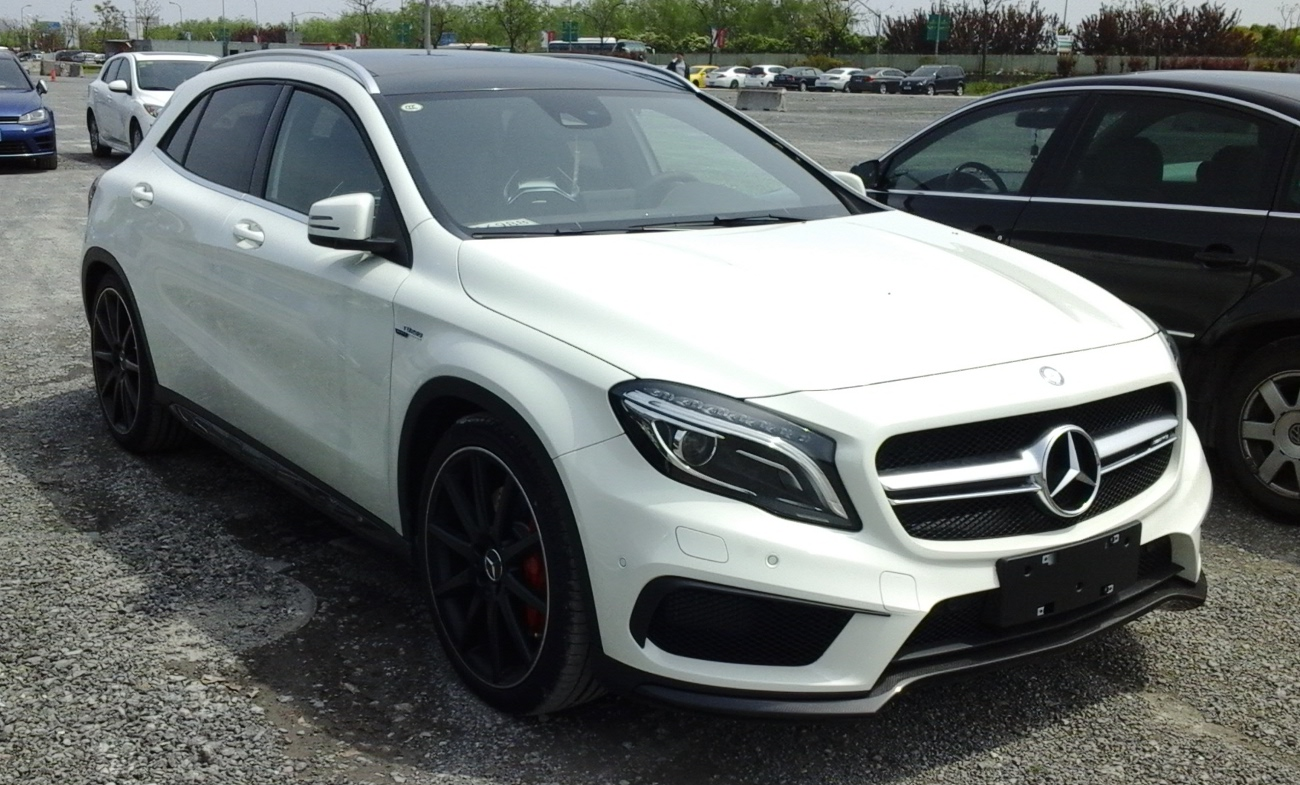
메르세데스-AMG GLA 45 정측면
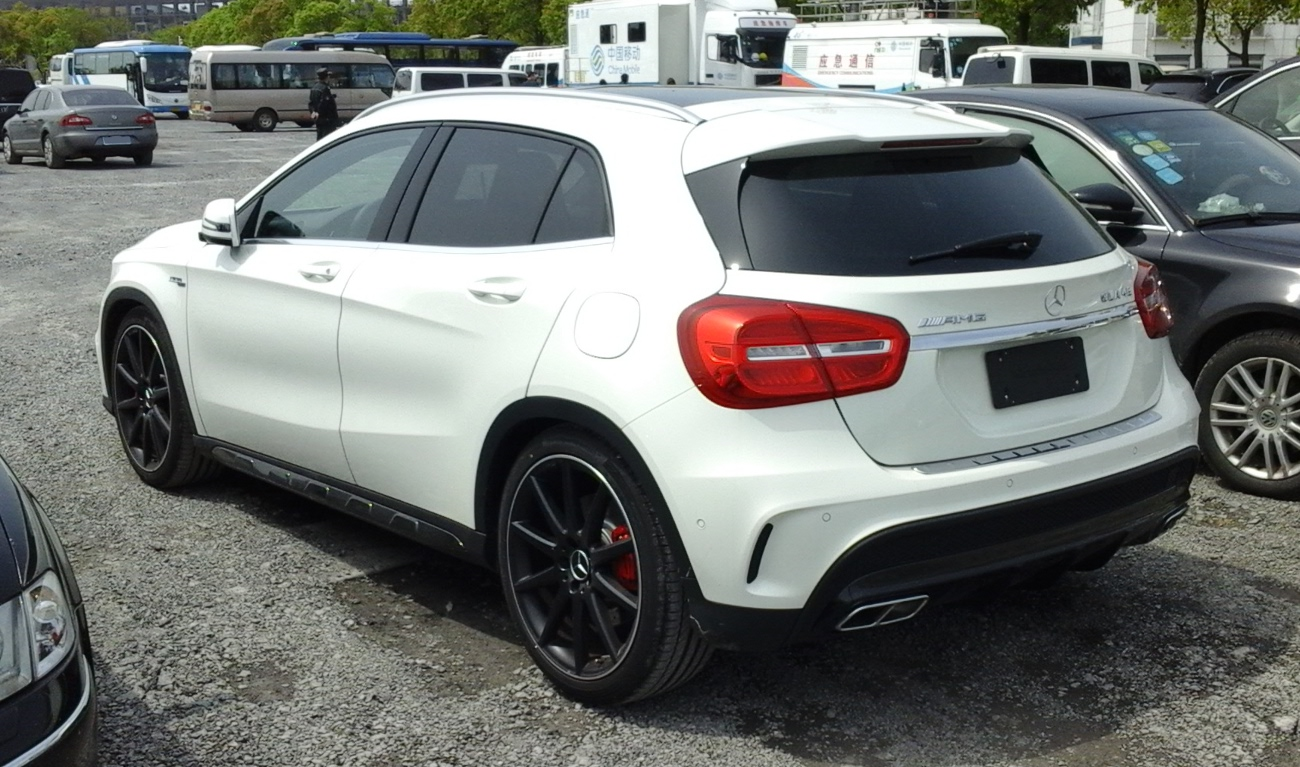
메르세데스-AMG GLA 45 후측면

## 2세대(H247) (2020~현재)
2019년 12월 메르세데스 me 미디어에서 공개되었다. 이와 동시에 코드네임 H로 변경되었다. 이와 동시에 길이가 잛아졌으나 전고를 좀더 높였다. 이와 동시에 와이드 디스플레이와 벤츠의 인공지능 기술인 MBUX가 적용되었다.

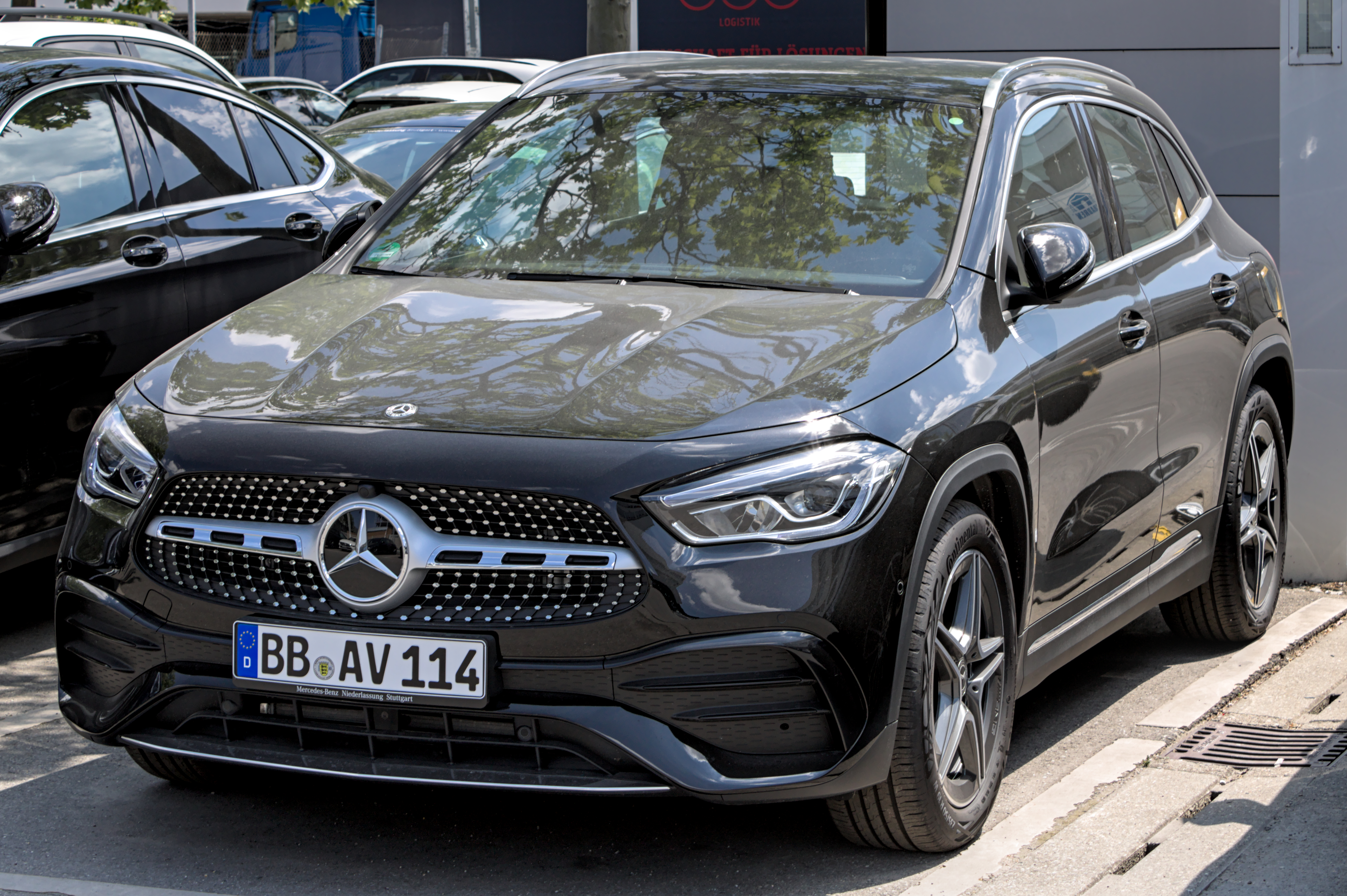
메르세데스-벤츠 GLA 클래스 정측면
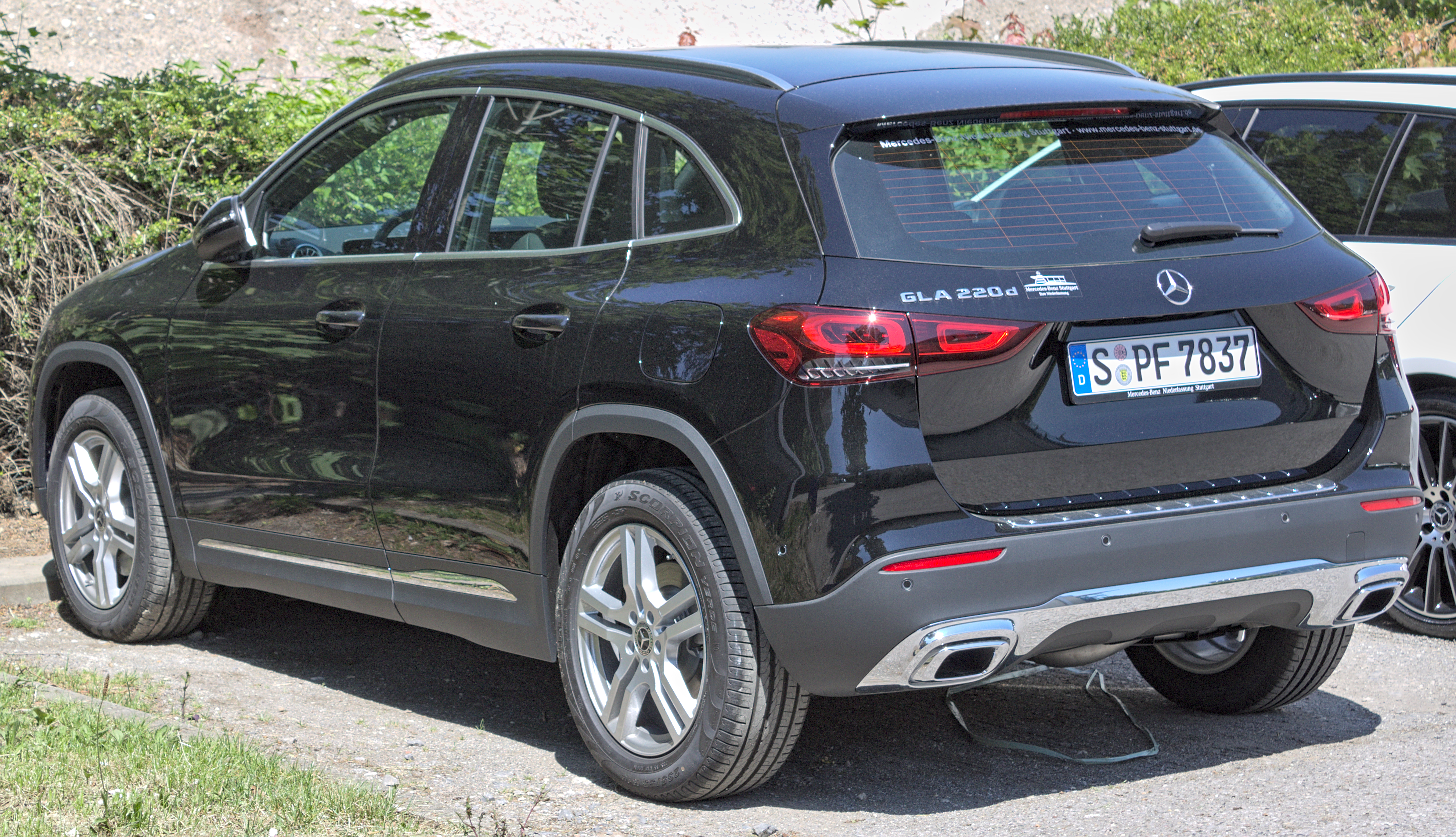
메르세데스-벤츠 GLA 클래스 후측면